# Стою Петров
Стою Петров, наричан Дерменджията, е български революционер, деец на Вътрешната македоно-одринска революционна организация.

## Биография
Стою Петров е роден в град Мустафапаша, тогава в Османската империя, днес Свиленград, България. По професия е мелничар. Влиза във ВМОРО и в 1896 година става член на първия революционен комитет в родния си град. От 1897 година до 1902 е негов касиер. Баща е на Георги Стоев и Петър Стоев – също дейци на ВМОРО..